# Shanghe
För andra betydelser, se Shanghe (olika betydelser).
Shanghe, tidigare romaniserat Shangho, är ett härad som lyder under Jinans stad på prefekturnivå i Shandong-provinsen i norra Kina. Det ligger omkring 76 kilometer norr om provinshuvudstaden Jinan. 

## Källa
1. ↑  ”worldpostmarks.net”. Arkiverad från originalet den 2 januari 2015. https://web.archive.org/web/20150102101710/http://worldpostmarks.net/HTML%20Countries/china.htm. Läst 11 november 2014.